# ميخائيل نيس
ميخائيل نيس (بالألمانية: Michael Nees)‏ هو لاعب كرة قدم ومدرب كرة قدم ألماني، ولد في 23 يوليو 1967 في كارلسروه في ألمانيا. شارك مع منتخب إسرائيل تحت 21 سنة لكرة القدم.

## وصلات خارجية
- ميخائيل نيس على موقع قاعدة بيانات كرة القدم.إي يو (الإنجليزية)
- ميخائيل نيس على موقع Soccerway.com (الإنجليزية)
- ميخائيل نيس على موقع عالم كرة القدم.نت (الإنجليزية)